# Чукха (гидроэлектростанция)
Гидроэлектростанция Чукха (дзонг-кэ ཆུ་ཁ་ཕུ་ཁ་གླིང་), также известная как Проект Чукха — крупнейшая на момент ввода в эксплуатацию гидроэлектростанция в Королевстве Бутан, расположенная в дзонгхаге Чукха на реке Вонг-Чу. Построенная при техническом и финансовом сотрудничестве с Индией, станция сыграла ключевую роль в экономическом развитии Бутана и становлении его гидроэнергетического сектора. Введена в эксплуатацию в 1986 году, с установленной мощностью 336 МВт. Управляется государственной компанией «Druk Green Power Corporation».

## История и значение
Строительство ГЭС Чукха началось в 1974 году и стало первым мега-проектом в области гидроэнергетики Бутана. Финансирование осуществлялось правительством Индии: 60% средств предоставлено в виде безвозмездных грантов, 40% — в виде льготного кредита сроком на 15 лет под 5% годовых. Общая стоимость проекта составила $2.46 млрд. До ввода в строй ГЭС Тала в 2007 году Чукха была крупнейшим источником доходов Бутана, обеспечивая свыше 30% национального бюджета в 2005–2006 гг. Проект послужил моделью для последующих бутано-индийских энергетических инициатив, закрепив экспорт электроэнергии как основу экономики страны.

## Технические характеристики
Гидроузел включает:
- Плотину высотой 40 метров, расположенную у деревни Чимакоти (в 1.6 км выше слияния рек Ти-Чу и Вонг-Чу).[3]
- Водоподводящие туннели общей длиной 6.5 км, обеспечивающие перепад высот более 300 метров.[4]
- Подземное здание ГЭС с четырьмя турбинами, работающими при проектном напоре.
- Два дополнительных водоотводных канала, построенных в 2009 году для компенсации снижения стока Вонг-Чу в зимний период.[5]

Проектная мощность — 336 МВт, достигается в сезон муссонов. Зимняя выработка снижается из-за маловодья. До 90% электроэнергии экспортируется в индийские штаты Западная Бенгалия, Бихар, Джаркханд, Одиша и Сикким по долгосрочным соглашениям.

## Месторасположение и инфраструктура
Станция расположена между административным центром Тхимпху и приграничным городом Пхунчолинг, вблизи города Мебиса (неофициальной деловой столицы Бутана). Это способствовало развитию энергоемких производств в регионе, включая предприятия «Bhutan Carbide Chemical Limited» и «Bhutan Boards Products Limited».

## Экологические и социальные аспекты
ГЭС Чукха укрепила статус Бутана как углеродно-нейтральной страны, заместив импорт ископаемого топлива и обеспечив доступ к электроэнергии для 99.97% населения. В 2003–2011 годах доля электрифицированных сельских хозяйств выросла с ~20% до 60%. Тем не менее, вблизи станции часть населения по-прежнему использует дрова для отопления и приготовления пищи. Для минимизации экологических рисков (паводки, засухи) в 2009 году проведена модернизация водоводов.

## Управление и развитие
С 2008 года эксплуатацию осуществляет «Druk Green Power Corporation» (DGPC) — государственный холдинг, консолидирующий контроль над ключевыми ГЭС Бутана. В рамках стратегии развития гидроэнергетики, Чукха остается образцом для новых проектов с участием государственно-частного партнерства.